# Plain White T’s
Plain White T’s – amerykański zespół punkowy i pop-rockowy. Założony w 1997 roku. Znani z singla Hey There Delilah, nagrali pięć albumów: Come on Over (2001), Stop (2002), All That We Needed (2005), Every Second Counts (2006) Big Bad World (2008) oraz EP Hey There Delilah (2006).

## Muzycy

### Obecny skład zespołu
- Tom Higgenson – wokal
- Dave Tirio – gitara
- Tim Lopez – gitara, chórki
- Mike Retondo – gitara basowa, chórki
- De'Mar Hamilton – perkusja

## Dyskografia

### Albumy
- Come on Over (2000)
- Stop  (2002)
- All That We Needed  (2005)
- Every Second Counts (2006)
- Big Bad World (2008)
- Wonders of the Younger (2010)

### EP
- Rip Off the Hits (2001)
- Hey There Delilah EP (2006)

### Single
| Rok  | Piosenka                         | US Hot 100 | U.S. Pop 100 | U.S. Modern Rock | Hot Digital Songs | UK | GER | NZ | CAN | AUS | Album               |
| ---- | -------------------------------- | ---------- | ------------ | ---------------- | ----------------- | -- | --- | -- | --- | --- | ------------------- |
| 2005 | "All That We Needed"             | -          | -            | -                | -                 | -  | -   | -  | -   | -   | All That We Needed  |
| 2005 | "Take Me Away"                   | -          | -            | -                | -                 | -  | -   | -  | -   | -   | All That We Needed  |
| 2006 | "Hey There Delilah"              | -          | -            | -                | -                 | -  | -   | -  | -   | -   | All That We Needed  |
| 2006 | "Hate (I Really Don't Like You)" | 68         | 61           | 25               | 48                | -  | -   | -  | -   | -   | Every Second Counts |
| 2007 | "Hey There Delilah" (reedycja)   | 1          | 1            | 2                | 1                 | 2  | 1   | 9  | 1   | 4   | Every Second Counts |
| 2007 | "Our Time Now"                   | -          | -            | 31               | -                 | -  | -   | -  | -   | -   | Every Second Counts |